# Henry Tayali
Henry Tayali, né le 22 novembre 1943 à Serenje et mort le 22 juillet 1987 à Aix-la-Chapelle, est un peintre, graveur, sculpteur, conteur et conférencier zambien.
Il a été décrit comme le plus célèbre peintre zambien.

## Biographie

### Jeunesse et formation
Henry Tayali naît le 22 novembre 1943 à Serenje, dans la colonie britannique de la Rhodésie du Nord, aujourd'hui la Zambie. Serenje est située à proximité des grottes de Nsalu, qui abritent des peintures rupestres vieilles de 20 000 ans. Ses parents sont Edward Nkole Tayali (1914-1995) et à Esnati Mumba Tayali (née Chola, 1923-1963) ; le père avait obtenu une bourse pour étudier dans une université sud-africaine, mais sa mère ayant décédé subitement, il n'en profita pas, pour s'occuper de ses frères et sœurs : il était l'aîné de cinq enfants. Afin de subvenir à leurs besoins, le père de Henry a émigré de la Rhodésie du Nord pour travailler à Bulawayo, en Rhodésie du Sud, aujourd'hui le Zimbabwe, pour travailler au Ministère du Logement et des équipements. Henry Tayali est l'aîné de sept frères et sœurs, qui ont grandi dans une atmosphère de littérature écrite et orale inspirée des histoires folkloriques locales et de contes européens d'aventures et d'exploration. Leur père était également un conteur accompli d’histoires traditionnelles, d’idiomes et de citations africains. En conséquence, Tayali a beaucoup lu de grands romans occidentaux d’auteurs tels que Alexandre Dumas, James Fenimore Cooper, Robert Louis Stevenson et Mark Twain. Une partie de cette influence est visible dans ses premières peintures à l'aquarelle.

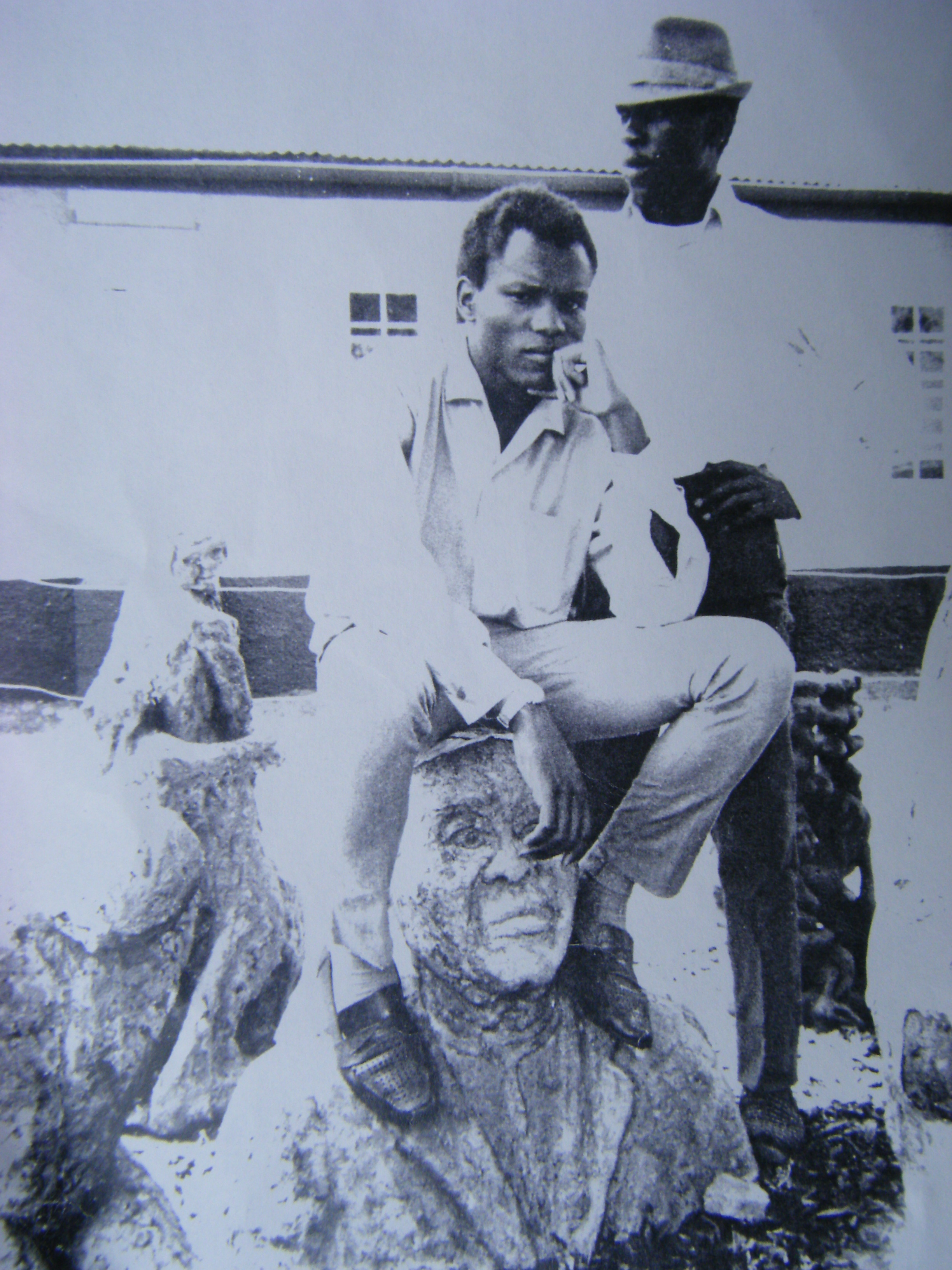
Tayali à l'université Makerere vers la fin des années 1960.

Tayali commence à peindre dès l'école de Bylawayo, à la fin des années 1950. Il fréquente le lycée Mpopoma dans cette même ville et peint l'« œuvre monumentale » Destiny ainsi que d'autres aquarelles dynamiques comme Sunset Road,,,. Il continue à étudier dans des établissements à la mode occidentale et obtient un diplôme en beaux-arts à l'université Makerere, en Ouganda, en 1971.

### Carrière
Peu après qu'Idi Amin Dada prend le pouvoir en Ouganda, Tayali retourne en Zambie et commence à travailler à l'université de Zambie, où il rejoint l'Institut des études africaines de Lusaka en tant que conférencier en art africain et plus tard en tant qu'artiste universitaire. Il réalise plusieurs sculptures, dont The Graduate sur le campus de l'université, ainsi que des sérigraphies et des gravures sur bois, dont certaines ont été imprimées sous forme de cartes de vœux et vendues dans les kiosques à journaux et les librairies.
En 1972, Tayali obtient une bourse pour étudier à l'Académie des beaux-arts de Düsseldorf, en Allemagne, où il obtient un master en 1975.
Il donne des cours et des conférences à l'Institut des études africaines de l'université de Zambie à partir de 1976.
Tayali expose à Bulawayo, Aix-la-Chapelle, Düsseldorf, Londres (Commonwealth Institute (en), 1983), au Canada (en Alberta et à Toronto), ainsi qu'en Zambie, où certaines de ses expositions ont été inaugurées par Kenneth Kaunda, premier président de la Zambie.
Il collabore avec des artistes, auteurs et politiciens, comme Simon et Cynthia Zukas, Andrew Sardanis (dont la propriété à Chaminuka abrite une collection importante de peintures et de sculptures d'artistes comme Tayali) et le sculpteur américain Melvin Edwards. Il participe à des expositions collectives, dont celles qui sont soutenues par l'Alliance française, avec Marsha Moyo, Mulenga Chafilwa et Friday Tembo.
Tayali est également un photographe passionné, ayant étudié la photographie lors de son Master, et emporte toujours avec lui son appareil photo reflex Leica. Pour ses projets à l’université, il a réalisé un travail documentaire incluant un vaste catalogue de photographies (développant souvent les tirages lui-même et faisant réaliser des diapositives) d’artefacts et de personnages, qui a aussi été réutilisé pour des cartes postales.
Henry Tayali meurt à Aix-la-Chapelle, en Allemagne, le 22 juillet 1987, à 43 ans.

## Œuvre

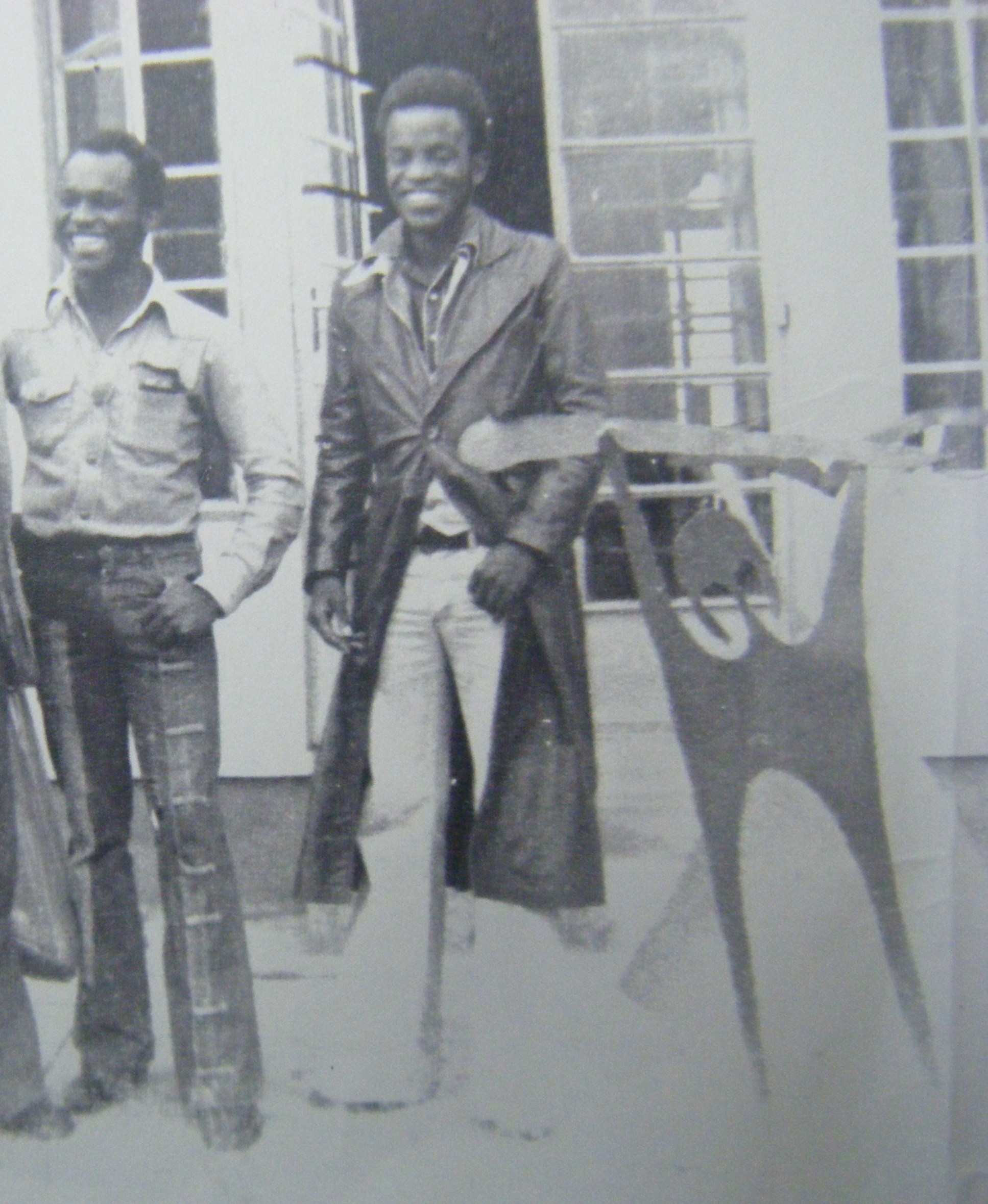
Henry et son frère Bright posant avec l'une des premières sculptures en métal de Henry, à Lusaka, en 1976.

En 1980, Henry Tayali est considéré comme l'un des artistes africains montant, qui s'exprime avec des techniques et des supports occidentaux mais ne se contente pas d'être un relais de cet art non africain localement.
En Zambie, Tayali, est surtout connu comme un peintre, considéré comme le plus célèbre du pays,. Mais en Occident, c'est son travail de graveur qui est le plus reconnu, en témoigne l'exposition de Toronto qui présentait vingt gravures sur bois en noir et blanc. De petit format, elles ne dépassent jamais les 50 cm et sont imprimées sur une qualité de papier relativement médiocre : un problème récurrent pour les artistes africains est de se procurer du bon matériel. Tayali tire à peu d'exemplaires — environ 25.
Ses compositions sont « puissantes » ; l'un des rares artistes engagés en Afrique, il dépeint la société zambienne sans l'embellir : le quasi-désespoir est omni-présent, quoiqu'il se réfugie dans une Afrique nostalgique. À la fin des années 1960, il utilise dans son tableau Village Bar un palette fauviste pour articuler un discours sur les activités dans un bar dont la socialisation et l'alcoolisme qui comprend une critique moraliste sur la perte des valeurs africaines. Dans un entretien de 1979, Tayali explique comment la situation socio-économique rejaillit dans son art : « Je vois le continent africain s'engager dans un processus déjà passé par l’Amérique latine : des gens qui abandonnent la terre et un village où la vie a son cadre, ses normes strictes. Ils vont directement vers la ville où il existe un autre type de jungle avec des règles différentes ou inexistantes, où ils deviennent désorientés, vivent dans des bidonvilles et gagnent une misère qui ne peut pas couvrir leurs besoins essentiels. C'est tellement triste. Mon art est concerné par la souffrance des gens et je veux qu'il soit l'écho de cette souffrance. Je vois les problèmes du continent, et en particulier la vitesse élevée de son développement. Tout le monde le pense, mais je ne cherche pas à apporter de réponses à nos problèmes. »
Il cherche à mettre beaucoup d'intensité dans ses compositions, comme dans l'estampe The Corner Bar (and That's What Killed Their Nation), où deux personnes pathétiques sont attablées dans un bar, un verre à la main, ou dans Drinking Party et The Bar Closes at 22 Hours ; ce n'est pas un argumentaire prohibitionniste, mais « une plainte pour un peuple dont l'âme et le corps sont dans un tel état de pitié qu'il ne reste plus qu'à boire ». Our Daily Brain (Hard to Get Something to Eat) et They Drift into the City dégagent un sentiment d'abandon, de crainte pour le futur : que vont devenir ses personnages ? Tayali ne donne pas de réponse et laisse un sentiment de désespoir.

« Henry Tayali semble destiné à jouer un rôle important dans l'art africain moderne. Les domaines de l'art touristique et des arts décoratifs légers ont longtemps été bien représentés, de même qu'un nombre croissant d'œuvres enregistrant la tradition ou faisant des observations superficielles de la vie quotidienne. Cependant, il en est encore peu qui dissèquent l’esprit des temps dans l’Afrique contemporaine. Certains artistes sud-africains l'ont tenté, à l'instar de Malangatana au Mozambique. Mais l'Afrique « libérée » a produit peu d'artistes qui ont suivi le dicton de Daumier : « Il faut être de son temps ». Tayali a choisi cette route. Espérons qu’à l’avenir, il nous parlera à nous et à ses concitoyens africains avec une acuité croissante des tragédies — et, espérons-nous, des triomphes — de l’Afrique moderne. »

— Bob Barde, 1980.

Œuvres de Henry Tayali
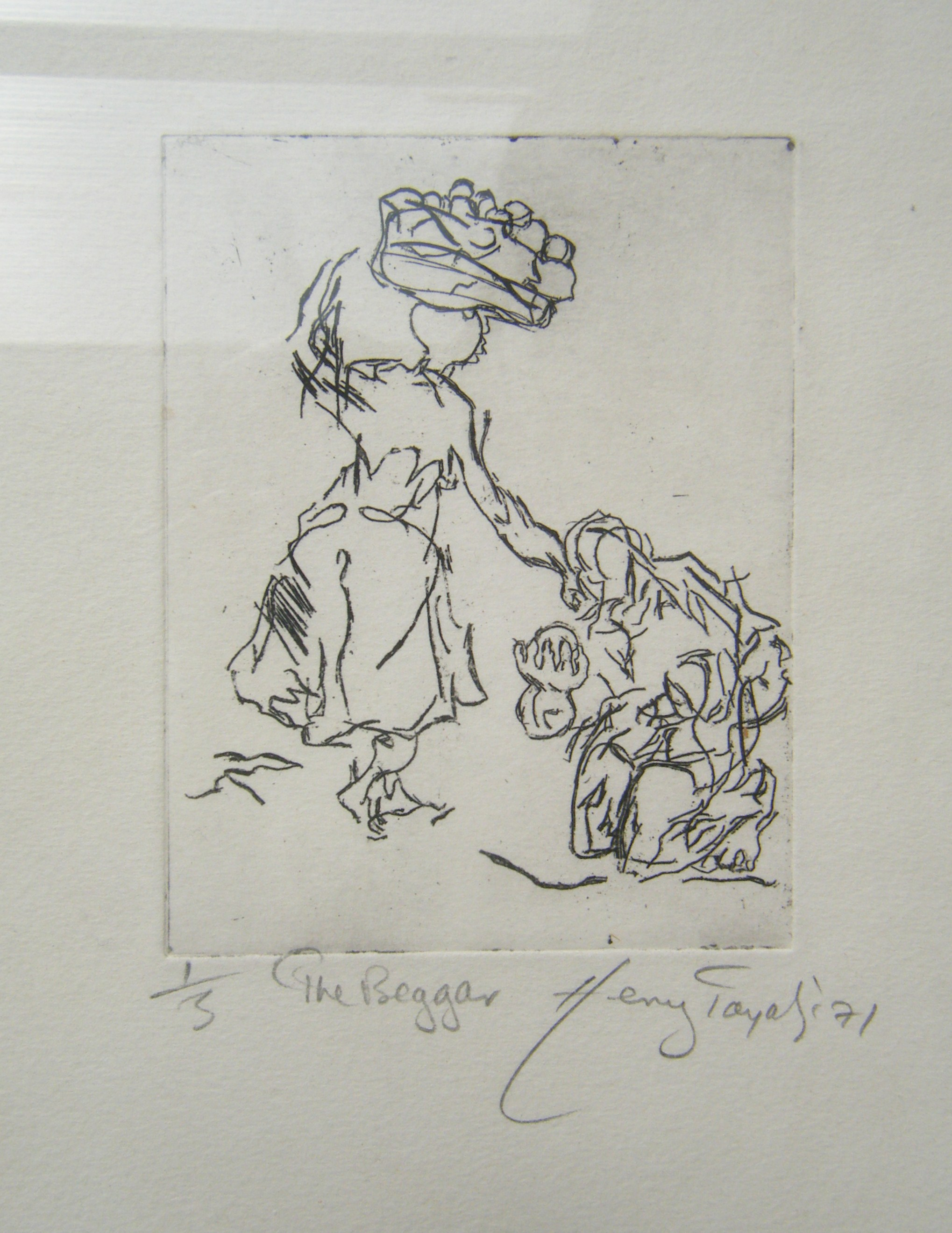
The Beggar, gravure sur bois, 1971.
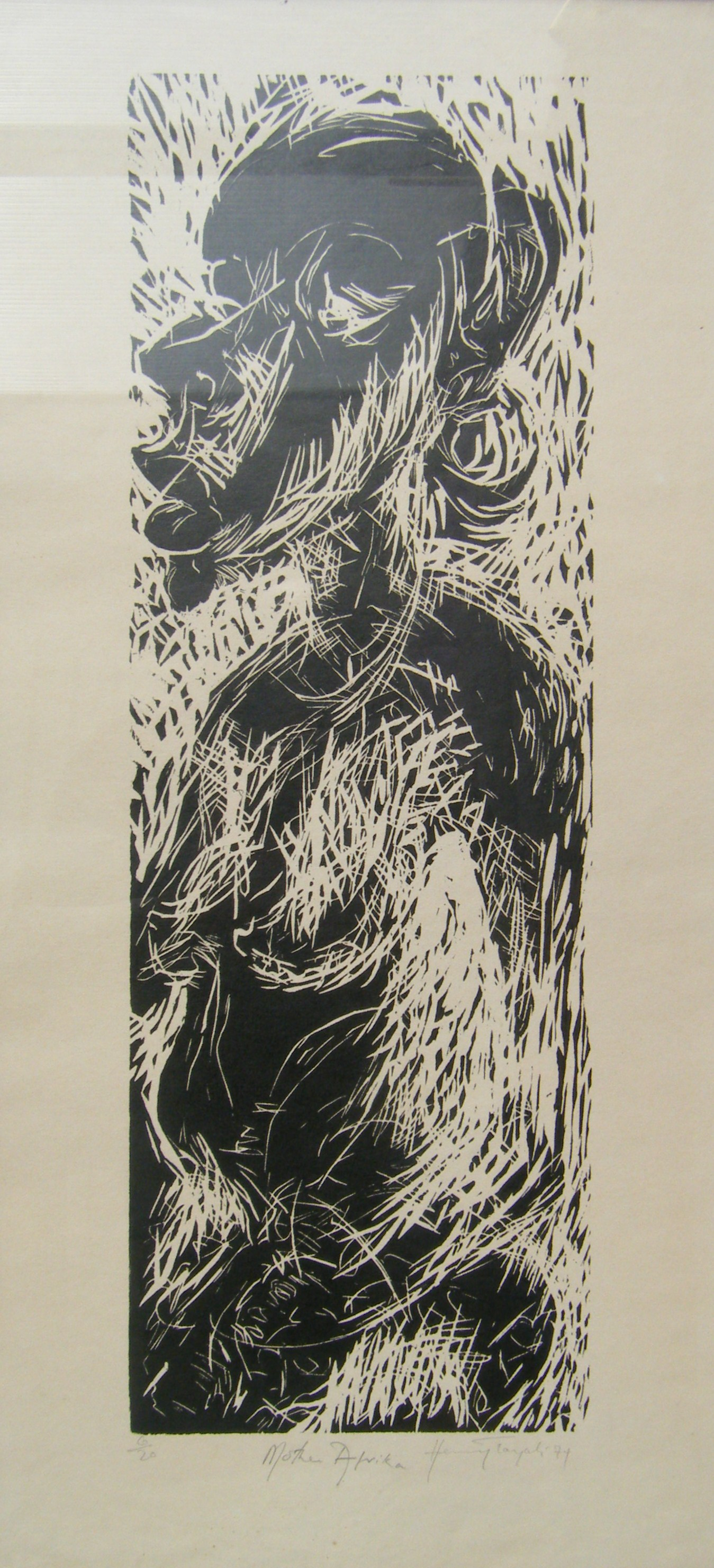
Mother Afrika, gravure sur bois, 1974.
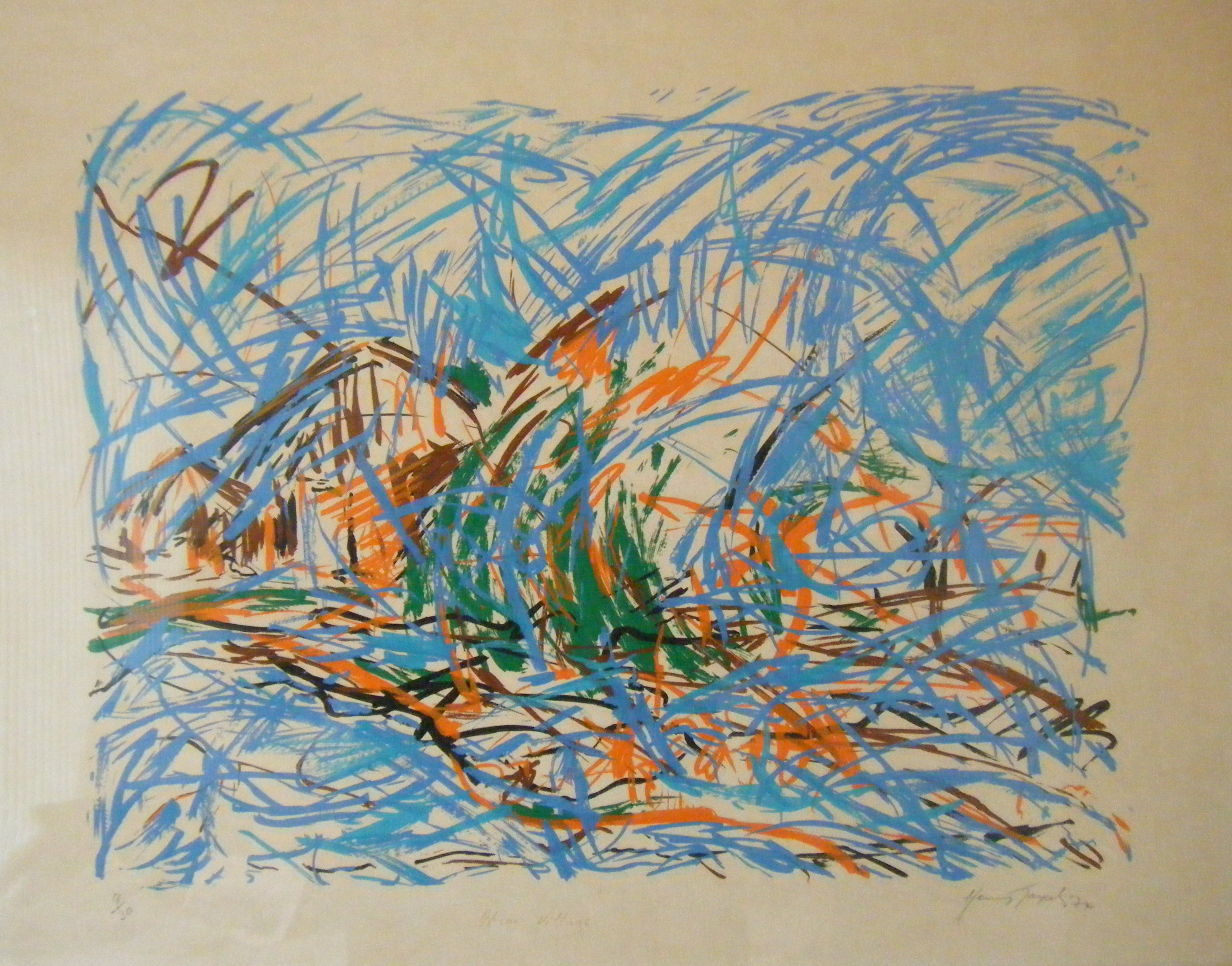
The Village, sérigraphie, 1974.
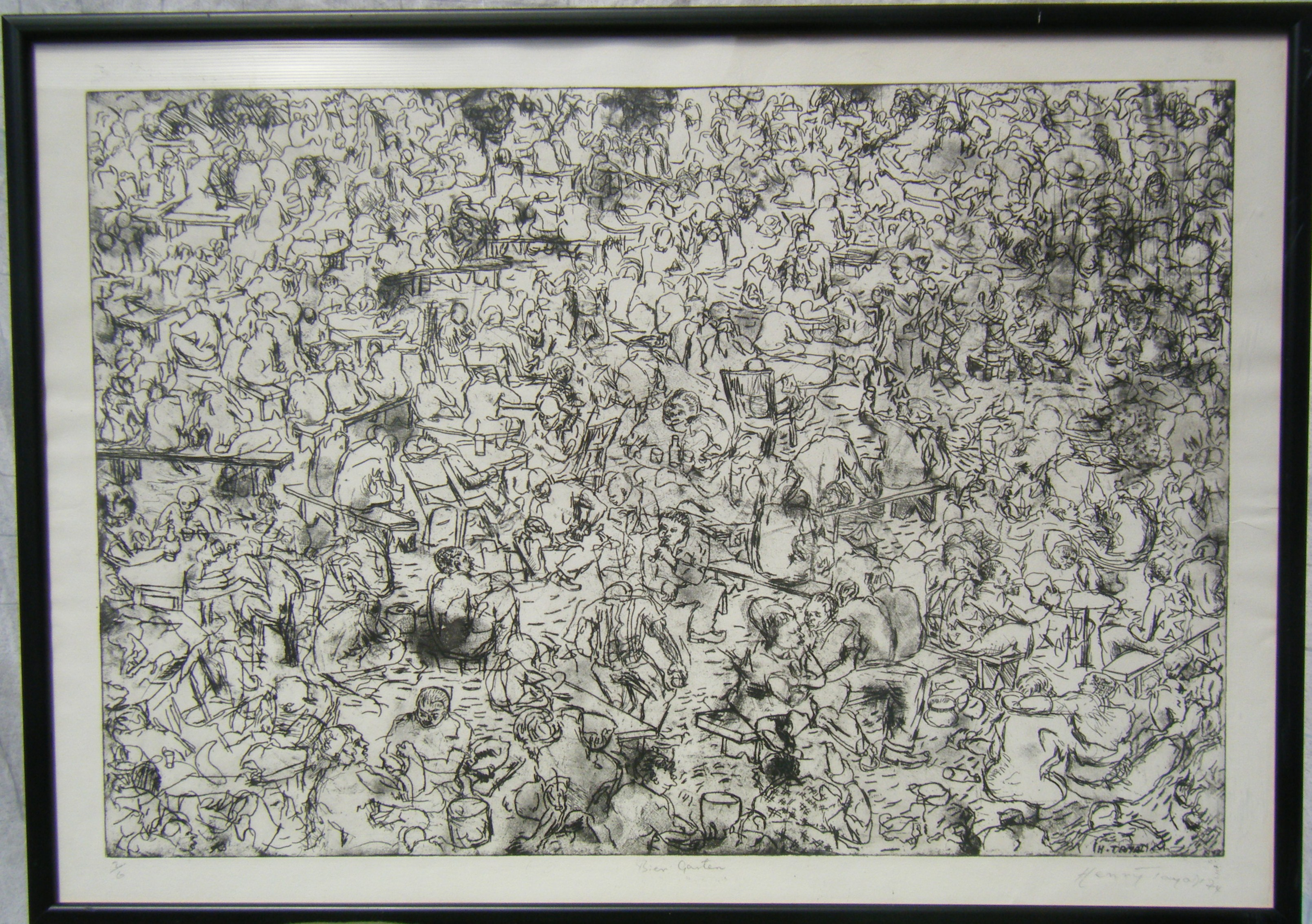
Bier Garten, gravure sur bois, 1974.
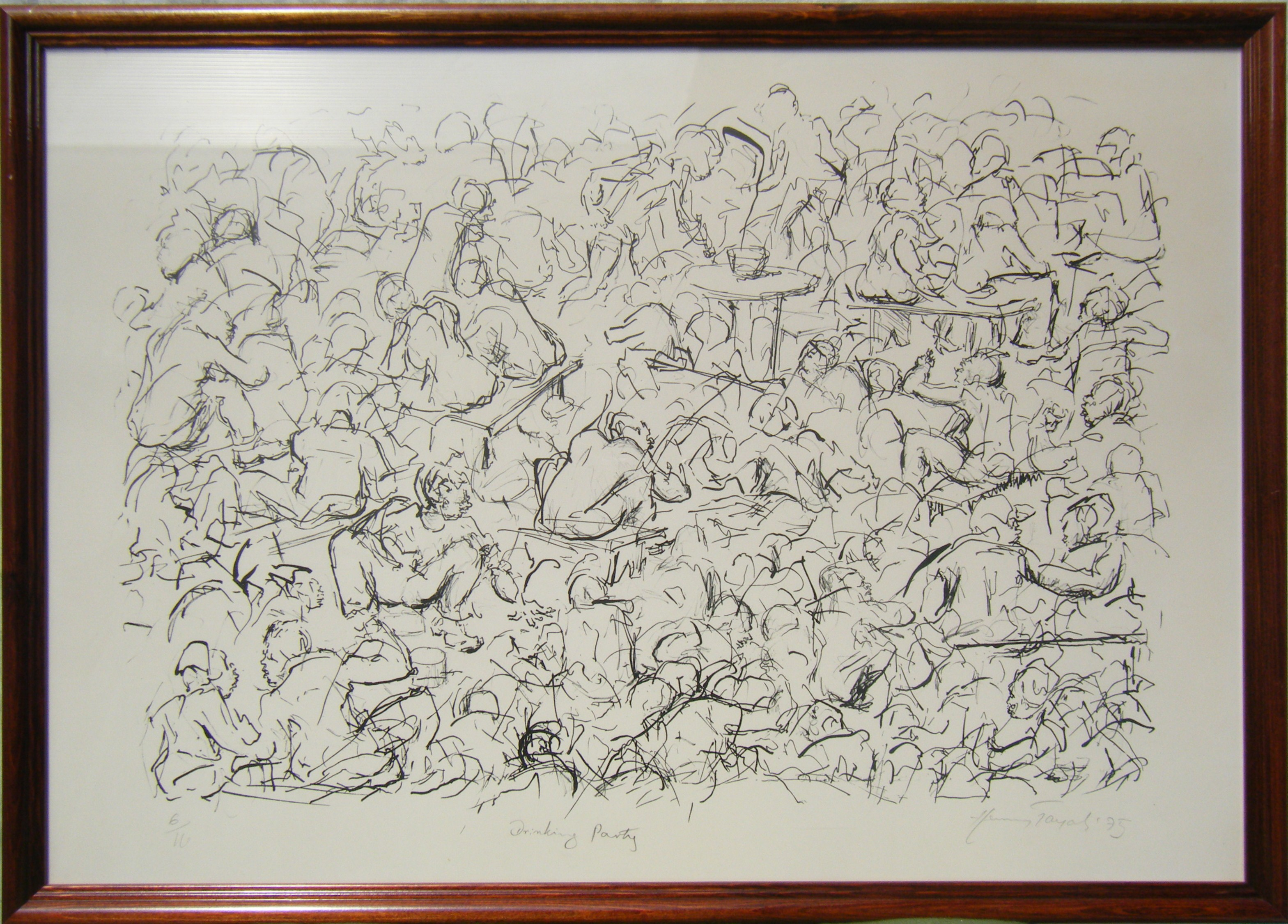
Drinking Party, gravure sur bois, 1975.
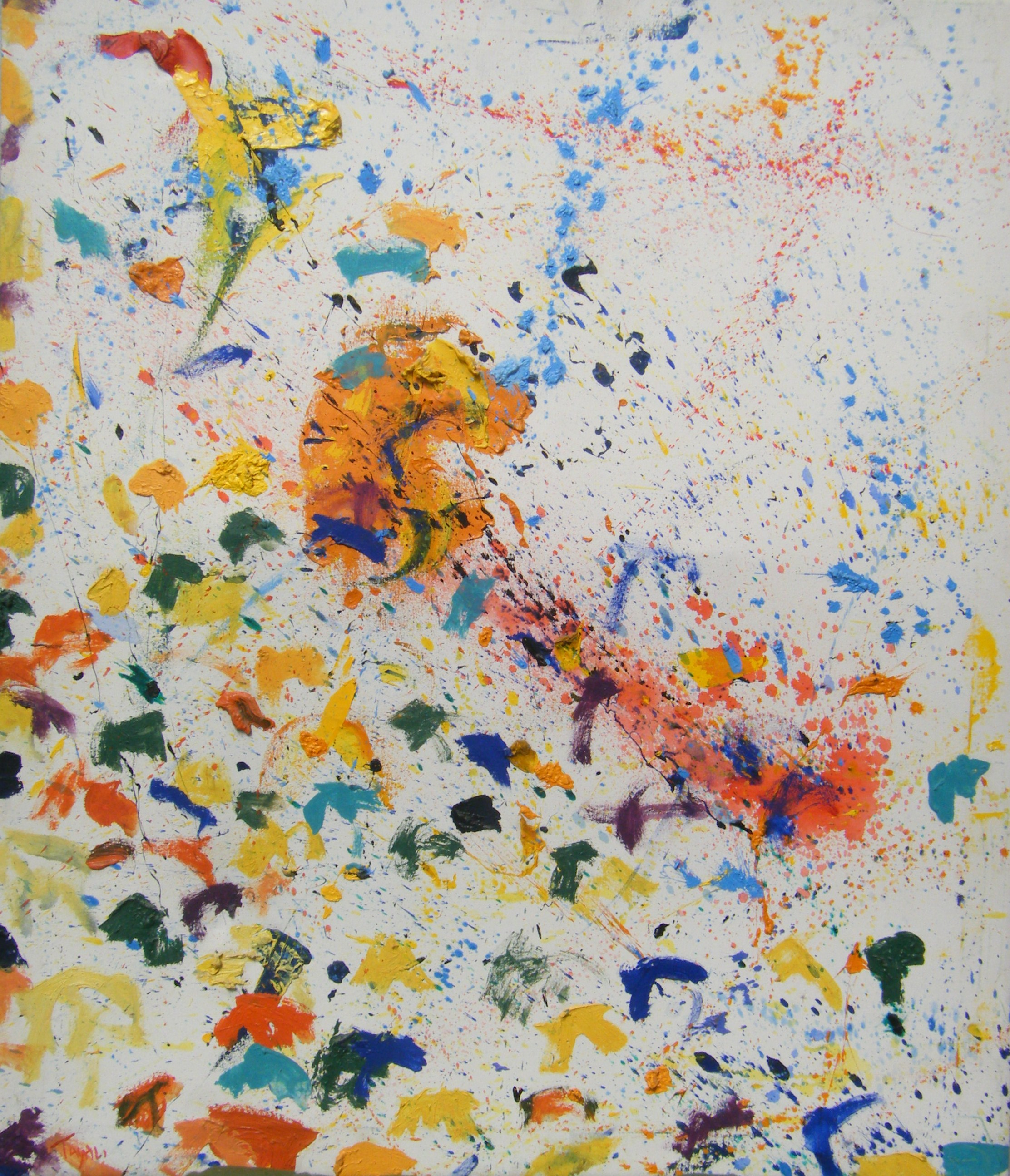
Abstract Painting, peinture, milieu des années 1980.

## Legs et hommages
Tayali a été l’un des premiers Africains à s’efforcer sans relâche de faire connaître l’art et l’artisanat africains en Zambie, en Afrique et dans le monde au moyen d’ateliers, de conférences, de discussions, d’expositions, d’articles de journaux, de magazines et d’émissions télévisées.
Il a joué un rôle très important et influent dans le développement culturel et artistique en Zambie, et en Afrique,. Il a été président de l'Association internationale des artistes en Zambie (qui relève de l'UNESCO) et a représenté la Zambie à divers colloques et conférences internationaux. Il a également dirigé la Art Center Foundation, le Conseil national des métiers d'art de Zambie et le Conseil des musées nationaux.
À la lumière de son travail et de son héritage, il a été suggéré que son œuvre Destiny soit considérée comme une œuvre d'art historique.
Après sa mort, plus de soixante-dix artistes de toute la Zambie se sont réunis en 1989 au Collège d'arts appliqués et de sciences Evelyn Hone et ont formé le Conseil national des arts visuels (VAC) de Zambie en son honneur en tant qu'organisation nationale d'artistes visuels dirigée par des artistes zambiens. Ils ont nommé son siège au Lusaka Showgrounds « Le Centre des arts visuels Henry Tayali ». Le Conseil des arts visuels a commencé ses activités en 1991, mais il n'a officiellement été ouvert qu'en 1995. Il accueille des concours artistiques, des expositions et des séminaires. Il fait partie des incontournables du circuit touristique zambien,,. Les prix Ngoma, parrainés par le Conseil national des arts de Zambie (en), décerne le prix Henry Tayali au meilleur artiste visuel en deux dimensions,.

## Conservation
Ses œuvres continuent d'être exposées en Zambie et dans le monde entier.
Elles sont conservées dans plusieurs collections permanentes, parmi lesquelles :
- William E. Harmon Foundation (en) : Shipwrecked, Sunset Road et The Omen, aquarelles[29]
- Collections privées diverses[30]